# Quận Jackson, Colorado
Quận Jackson là một quận thuộc tiểu bang Colorado, Hoa Kỳ.
Quận này được đặt tên theo. Theo điều tra dân số của Cục điều tra dân số Hoa Kỳ năm 2000, quận có dân số 1577 người. Quận lỵ đóng ở Town of Walden.

## Địa lý
Theo Cục điều tra dân số Hoa Kỳ, quận có diện tích 4198 km2, trong đó có 20 km2 là diện tích mặt nước.